# تشيكو سوغاوارا
تشيكو سوغاوارا (باليابانية: 菅原智恵子؛ بالكانا: すがわら ちえこ) هي مبارزة بالسيف يابانية، ولدت في 15 أغسطس 1976 في كيسين-نوما في اليابان.

## وصلات خارجية
- تشيكو سوغاوارا على موقع الاتحاد الدولي للمبارزة (الإنجليزية)
- تشيكو سوغاوارا على موقع اللجنة الأولمبية الدولية (الإنجليزية)
- تشيكو سوغاوارا على موقع أوليمبيديا (الإنجليزية)